# LEGO

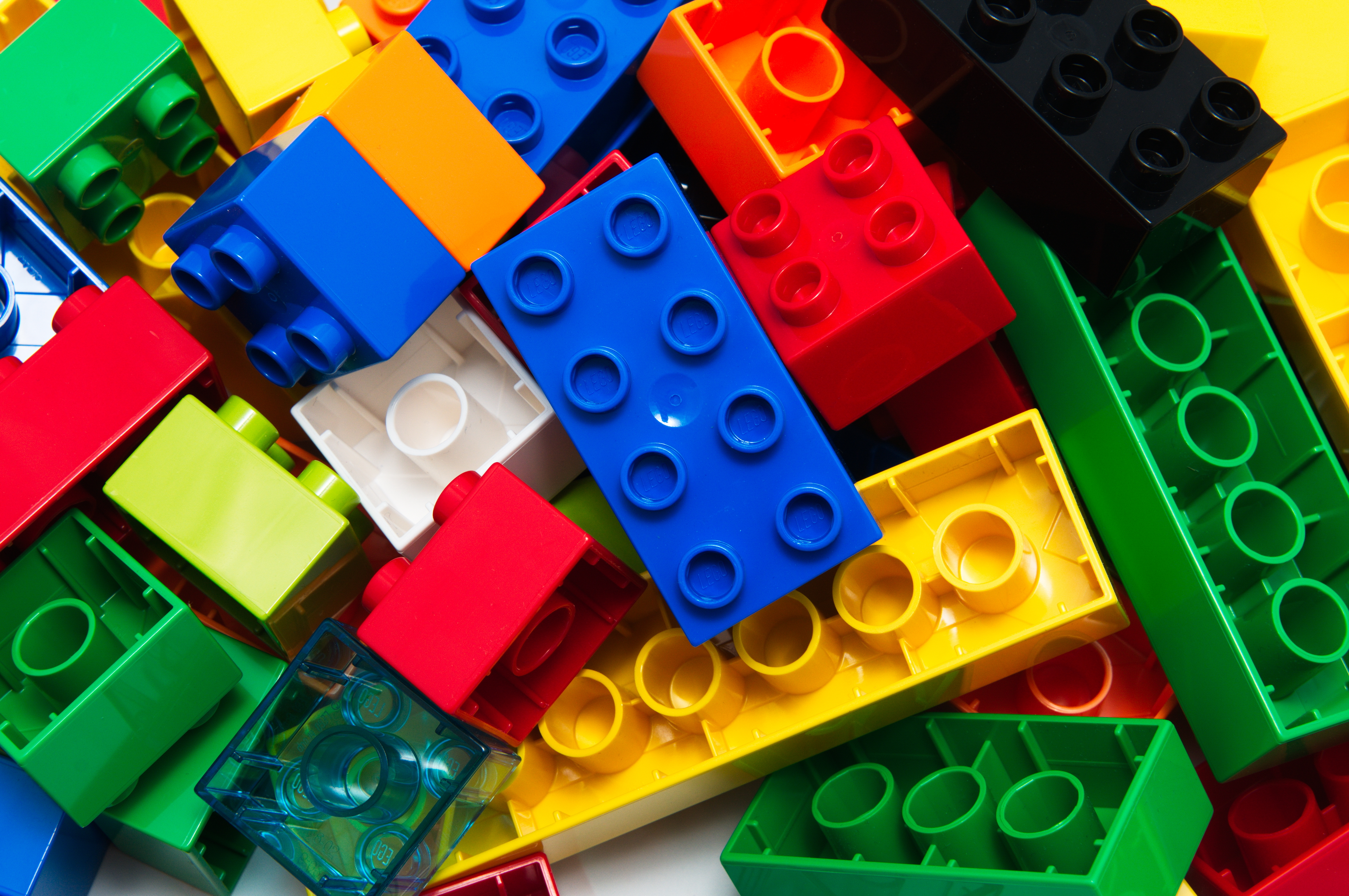
LEGO Duplo alkatrészek

A LEGO egy világszerte ismert és sikeres építőjáték védjegyzett neve. Neve a dán „Leg godt!” (magyarul: „Játssz jól!”) kifejezésből származik. Különlegessége, hogy az alkatrészekből szinte bármit meg lehet építeni, és egyazon rendszer elemeit képzik: minden egyes sorozat, újonnan megjelenő készlet – mérettől, formától, színtől és funkciótól függetlenül – kompatibilis a már megjelent készletekkel és alkatrészekkel.

## Története
1932-ben Ole Kirk Christiansen asztalosmester megalapította vállalkozását Billund községben (Dánia). A cég fajátékokat gyártott és két évvel később vette fel a „LEGO” nevet. 1947 után kezdte el a ma is ismert műanyagból készült játékokat készíteni pénzügyi okokból. A játék legfőbb újdonsága az volt, hogy a többnyire négyszögletes építőelemek tetején „bütykök” helyezkedtek el, aljuk pedig lyukas volt. Ezzel az eljárással az egészen kis gyermekek is könnyen össze tudták őket nyomni, épp annyira, hogy ne essenek szét, de könnyen szét lehessen őket szedni. A korai időkben a szállítmányok legtöbbje visszatért, a helyi gyártósorok bezártak; az emberek úgy gondolták, hogy a műanyag játékok sohasem tudják felváltani a fából készülteket. 1954-ben az alapító fia, Godtfred Christiansen lett a LEGO cég igazgatóhelyettese. Az ő javaslatára vizsgálták felül az akkor még problémás, gyakran nehezen kapcsolódó rendszert. 1958-ban született meg az igazi legó, aminek a minőségével már elégedett lehetett mind a vásárló, mind a gyártó. Sikerességét bizonyítja, hogy 70 év után az akkori elemekkel a ma gyártottak is kompatibilisek. Közben nyílt egy csomagoló és összeszerelő üzem Svájcban, és egy üzem Jütlandban (Jylland), ahol a LEGO gumiabroncsokat gyártják. A „Light & Sound” („fény és hang”) készletek 1986-ban jelentek meg, ezekhez elemtartó, lámpák, szirénák és egyéb hangkeltők tartoztak, melyek segítségével újabb részletekkel bővíthettük LEGO alkotásainkat. 1970-re a dániai székhelyű cégnél több mint 900 alkalmazott dolgozott. A következő évtizedek jelentős bővülést, valamint új kihívásokat hoztak a játékgyártás és a marketing területén. A lányokat először 1971-ben, a babaházak megjelenésekor célozták meg. 1972-ben a közlekedési lehetőségek is kibővültek a vízen úszó hajótestek megjelenésével. Két évvel később az Amerikai Egyesült Államokban nyílt egy irodájuk. 1990-ben a LEGO cég bekerült a tíz legnagyobb játékgyártó közé, egyetlen európai cégként. Bérüzeme van még Csehországban is. A ma ismert, műanyagból készült LEGO 2018-ban ünnepelte a 60. születésnapját.

### Magyarországon
A LEGO Csoport termékei Magyarországon a hetvenes évek óta vannak jelen. A nyíregyházi székhelyű LEGO Manufacturing Kft. 2008 óta működik a Nyíregyházi Ipari Parkban, majd később a LEGO utca 15. szám alatt 3.000 fővel. 2012-ben a nyíregyházi LEGO-gyártó üzem tulajdonosa a gyártás bővítésébe kezdett. Az elkészült és 2014. március 25-én felavatott gyár területe 122.000 m2 lett és a kapacitás növelésével 250 új munkahelyet hozott létre a társaság. A fejlesztéssel a világ összes duplóját itt gyártják majd, és a termelés mértéke (Nyíregyházán) 18 millió dobozról 30 millióra nő. Ekkor 1550 dolgozóval és 80.000 m2 alapterülettel számolnak.

## Oktatási szerepe
A LEGO építőkockák mindig is magukban hordozták az oktatási segédeszközként történő felhasználást, számos oktató úgy gondolta, hogy a gyermekek alkotóerejét és problémamegoldó képességét fejlesztő játékban nagy lehetőség rejlik. Már a korai 1960-as években is voltak olyan tanárok, akik különféle módokon használtak LEGO kockákat az osztályteremben. Végül 1980-ban a LEGO cég megalapította a LEGO Educational Products Department-et (LEGO Oktatási Termékek), melynek feladata a LEGO játékok oktatási célokra történő felhasználásának elősegítése. Jelenleg a LEGO DACTA néven (az elnevezés a görög διδακτικός (didaktikós) szóból ered, mely körülbelül annyit tesz, hogy „a tanításra való alkalmasság”) hozza forgalomba a kifejezetten iskoláknak, óvodáknak szánt készleteit: ezek segítségével a gyerekek megismerhetik a kerék működését, vagy akár a különböző foglalkozásokat.
A cég emellett más úton is bekapcsolódott az oktatásba: 2015 júniusában 4 millió fontos adománnyal támogatta a Cambridge-i Egyetem projektjét, melynek keretein belül professzúrát hozott létre az egyetem vezetése. A Tanárképzési Karon a Research Centre on Play in Education, Development, and Learning keretében létrejövő projekt céljaként a játék szerepének vizsgálatát tűzték ki az oktatás, a fejlesztésben és a tanulás területein.

## Témák
| Architecture        | A LEGO Architecture a világ legismertebb épületeinek modelljeit kínálja. A híres épületek és a még egyedibb modellek bármely otthonban jól mutatnak. |
| Batman              | Gotham City az éj sötétjébe burkolózott, a Batman-készletek pedig csak építőikre várnak. A gyermekek felvehetik a harcot a gazfickók ellen kedvencükkel, a sötét lovaggal. |
| Boost               | A LEGO BOOST-készletekkel a gyermekek motorokkal és szenzorokkal rendelkező modelleket építhetnek, és egyszerű, ikonalapú programozással kelthetik őket életre. Az ingyenes LEGO BOOST tabletes alkalmazásban könnyen követhető, lépésenkénti útmutató nyújt segítséget a többfunkciós modellek építéséhez és programozásához. |
| BrickHeadz          | Gyűjtsd be, építsd meg és állítsd ki ezeket az elképesztő részletességgel kidolgozott, tagbaszakadt szuperhősöket, gonoszokat és más készleteket. Akár már ma elkezdheted összegyűjteni a teljes készletet! |
| City                | A LEGO City valósághű LEGO-világ, amely csak arra vár, hogy gyermeked bejárja minden szegletét. Hétköznapi hősök ikonikus járművek és épületek sűrűjében üldözik a rosszfiúkat és oltják az itt-ott lángra lobbanó tüzeket ebben a sosem nyugvó városban. Humorral és bájjal fűszerezett világ, amely biztosan életre kelti a gyermekek képzelőerejét. |
| Classic             | Fejleszd gyermeked kreativitását a LEGO Classic-készletekkel. A készletekben építési ötletek segítik a kezdő lépéseket, ezek azonban a különleges építőelemek és a klasszikus LEGO-kockák lehetséges kombinációinak csupán töredékét fedik le. És mivel a LEGO Classic számos korosztályt megszólít, az egész család önfeledten szórakozhat, és minden generáció szabadjára engedheti a képzelőerejét. |
| Creator 3-in-1      | A LEGO Creator sorozatban gyermeked házakkal, autókkal, repülőkkel és különféle lényekkel töltheti el kreatívan az időt. A készletek három különböző módon is újraépíthetők, a szórakozás így sosem ér véget. A LEGO Creator 3in1-készletek pedig három különféle módon is felépíthetők, hogy még tovább tartson a móka. |
| Creator Expert      | Készen állsz a legkeményebb LEGO kihívásra? Haladó építőknek készült LEGO Creator Expert sorozatunk gyűjthető moduláris házai, autói, világhírű épületei, vásárai és szezonális készletei csak arra várnak, hogy aprólékos munkával felépítsd őket. |
| DC                  | A DC a szuperhősök színpompás világába kalauzol el, ahol a játék, a felfedezés és a kreativitás kéz a kézben járnak. Ezekkel a játékkészletekkel gyermeked híres jelenetek helyszínét építheti meg, és kedvére belebújhat bármelyik hős vagy gonosz bőrébe. Akárhogy döntsön is, a szórakozás és a tanulás garantált. |
| Disney              | A LEGO Disney szereplői – például Vaiana, Elsa és a három hercegnő, Hamupipőke, Ariel és Aranyhaj – románccal, kalanddal és hősiességgel átszőtt történetekben kelnek új életre. A LEGO Disney készletekben a kastélyoktól a tornyokon, a hintókon és a kincsesládákon át egészen a kapukig minden megtalálható, amivel gyermeked eljátszhatja a jól ismert történeteket, s kitalálhatja akár saját tündérmeséit is. |
| DOTS                | A LEGO DOTS egy vásznat ad a gyerekeknek, amelyen megmutathatják bátorságukat, és korlátok nélkül alkothatnak. Mókás, lezser karkötőket készíthetnek, amelyek hűen tükrözik egyéniségüket, de egyedi, otthoni dísztárgyakat is létrehozhatnak, például tolltartókat vagy képkereteket, mindezt színes kellékek és dekorált mozaiklapok használatával. |
| DUPLO               | Már 50 éve jelennek meg a nagy álmokat szövögető kis alkotóknak szánt újabb és újabb DUPLO készletek. |
| Friends             | A LEGO Friends világát gyermeked is imádni fogja. A sorozat a mindennapi élethelyzeteket a klasszikus LEGO-élménnyel ötvözi. A LEGO Friends öt jóbarát történetét meséli el, akik cuki állatokkal élnek imádnivaló részletekkel tarkított univerzumukban. |
| Jégvarázs II        | Készülj fel a kalandra! A LEGO® \| Disney Jégvarázs II-vel újraalkothatod a fantasztikus Disney Jégvarázs II film jeleneteit, és életre keltheted a fantáziád! A történet folytatódik! A LEGO \| Disney Jégvarázs II megépíthető játékok sorozatában megtalálod a Jégvarázs II szeretnivaló és inspiráló szereplőit, olyan funkciók és részletek mellett, amelyek felcsigázzák a gyermekek képzeletét. |
| Harry Potter        | Új Harry Potter készletek. |
| Ideas               | A LEGO Ideas-termékeket a LEGO-rajongók ihlették és hagyták jóvá. Olyan eredeti ötletek születtek, mint a Kutatóintézet és az Exo Suit, valamint filmek ihlette készletek, például a Vissza a jövőbe Delorean időgépe vagy a Szellemirtók Ecto-1. |
| Jurassic World      | A LEGO Jurassic World izgalmas játékkészleteiben minden korosztály számára van megfelelő dinoszaurusz. |
| LEGO ART            | A LEGO Art készletekkel a felnőtt építők kiszakadhatnak a szürke hétköznapokból és egy különleges LEGO építési élményben lehet részük, a szettek kikapcsolódást nyújtanak bárki számára, aki érdeklődik a művészet, a zene vagy a filmek világa iránt. Az elismert művészeket, közismert zenészeket és híres filmszereplőket tartalmazó, gyűjthető LEGO Art készletek tökéletes fali dekorációk lehetnek otthon és az irodában egyaránt. Minden készlethez tartozik egy tájékoztató füzet, valamint egy kiegészítő Hangfelvétel, hogy még jobban elmerülj az építésben és az átalakításban. |
| LEGO Brick Sketches | |
| LEGO Education      | A hagyományosan, iskolai keretekre fejlesztett LEGO Education eszközök felébresztik a gyermekek természetes kíváncsiságát, és segítenek nekik az alapvető, 21. századi készségek elsajátításában. |
| LEGO Super Mario    | A gyűjthető LEGO Super Mario építőjáték készletek életre keltik a család kedvenc szereplőjét. Vágj bele az akcióba a Mario kalandjai kezdőpálya készlettel, mely tartalmazza LEGO Mario interaktív figuráját. A csoportos versenyekhez, valamint a gyermekek problémamegoldó készségeinek és kreativitásának fejlesztéséhez is nagyszerű, moduláris LEGO játékkészletet átalakíthatod és a kiegészítő készletekkel is kombinálhatod, így igazán egyedi pályákat alkothatsz. Az ingyenes LEGO Super Mario alkalmazás pedig számos szórakoztató módon fokozza a játékélményt.                 |
| LEGO VIDIYO         | Érezd a ritmust! A VIDIYO egy izgalmas digitális játékélmény, amelyet a Universal Music Grouppal közösen fejlesztettünk ki, és amellyel a gyerekek életre kelthetik a kedvenc előadóik kedvelt dalaihoz készített, eredeti zenei videóikat. |
| Marvel              | Építs valami rendkívülit, és változz át kedvenc szuperhősöddé a Marvel-játékkészletekkel! |
| MINDSTORMS          | Építsd meg és irányítsd a robotokat, akik vakon követik parancsaidat. Engedd szabadjára a LEGO MINDSTORMS EV3 erejét, és építs sétáló, beszélő, gondolkozó és cselekvő robotokat: a lehetőségeknek csak a fantázia szab határt. Kezdésként építsd meg az öt fantasztikus robot egyikét, és irányítsd okoseszközöddel vagy a készlethez tartozó távvezérlővel. |

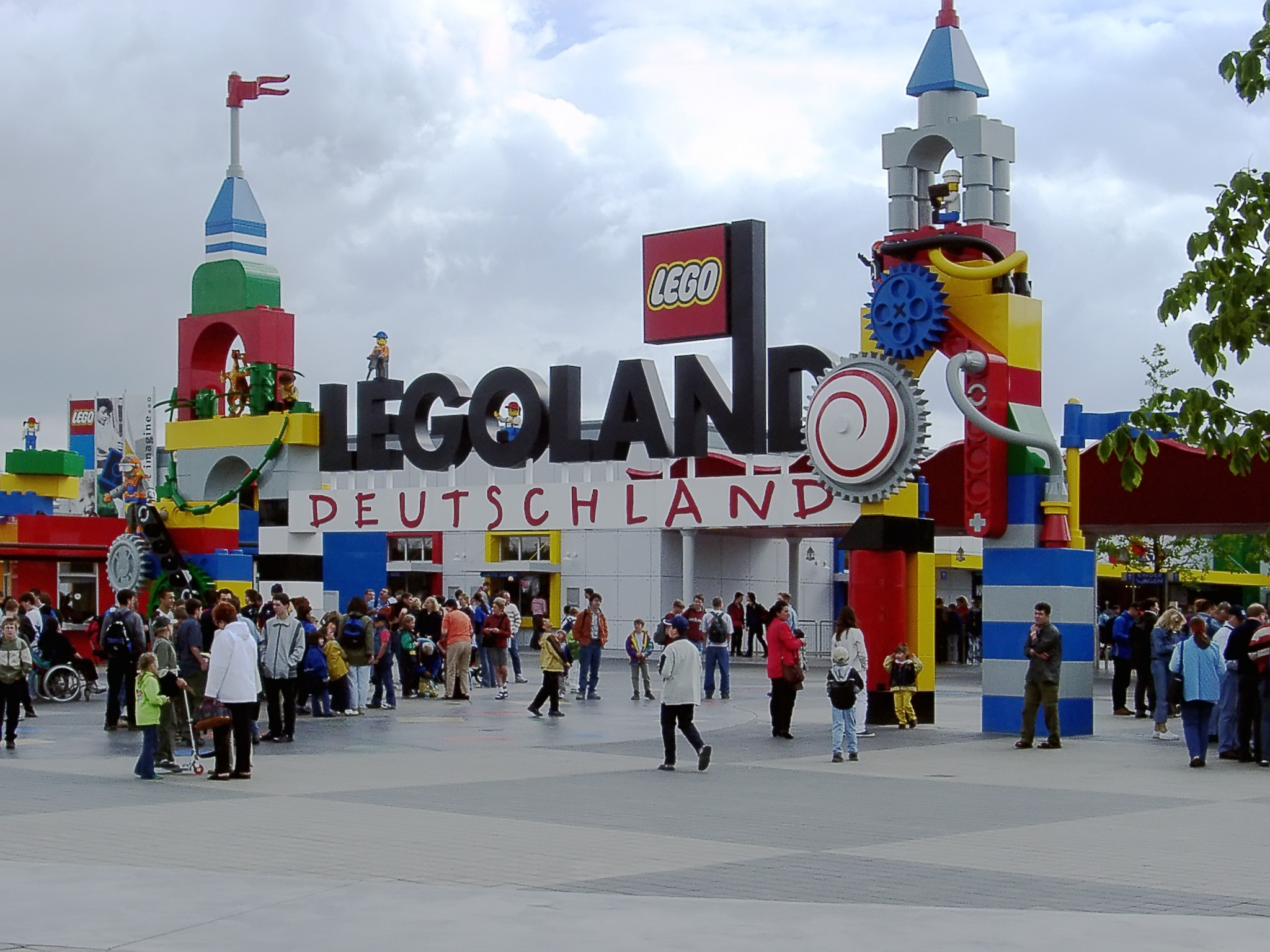
LEGOLAND Deutschland

| MInecraft           | A nagy sikerű online játék ihlette LEGO Minecraft felébreszti a gyermekek képzelőerejét. A Minecraft lenyűgöző világa, egyedülálló karakterei és tájai a LEGO-építőkockák jóvoltából apránként új életre kelnek, így a gyermekek saját Minecraft történeteket alkothatnak és élhetnek át. |
| Minifigurák         | A LEGO Minifigurákkal felhőtlen örömet szerezhetsz gyermekeidnek. Minden egyes rejtélyes csomagban egy kiegészítőkkel ellátott minifigura lapul, de hogy pontosan melyik, az csak a csomagolás kibontásakor derül ki. A megismerkedés izgalmai után a gyermekek elcserélhetik azokat a modelleket, amelyekből többet is kifogtak. Vajon ki lesz a következő csomagban? |
| Minions             | Keltsd életre Gru imádnivaló kis segédjeit az új Minyonok-játékkészletekkel. |
| Monkie Kid          | Az új Monkie Kid-készletek játékos kalandra csábítanak. |
| NINJAGO             | A LEGO NINJAGO a gonosz erők ellen harcoló nindzsák izgalmas világába enged bepillantást. Gyermeked alig várja majd, hogy megismerhesse hőseit, akiknek izgalmas és változatos kalandjai lenyűgözik majd. Mi több, újrajátszhatja a nagy sikerű tévésorozat jeleneteit, és megküzdhet barátaival a Spinjitzu-mester címért. |
| Energiaellátás      | A Power Functions lehetőségeinek hála életre keltheted LEGO MINDSTORMS robotodat, vagy irányíthatod saját, mozgatható részekkel felszerelt Technic teremtményedet. |
| Powered UP          | Ha motorizálod LEGO készleteidet a Powered UP-funkciókkal, még nagyobb élvezetet nyújtanak. |
| SERIOUS PLAY        | A LEGO SERIOUS PLAY olyan újszerű, kísérleti módszert kínál, amely ösztönzi az innovációt és az üzleti sikereket. Számos kutatás megállapította, hogy ilyen típusú, gyakorlatias és elgondolkodtató tanulási módszereket követve érdemben jobban megismerhető a világ és a benne rejlő lehetőségek. A LEGO SERIOUS PLAY elmélyíti a gondolkodást és ösztönzi a párbeszédet a szervezet minden tagja számára. |
| Speed Champions     | A LEGO Speed Champions készletekkel gyermeked a vezetőülésben érezheti magát olyan versenyautók volánja mögött, mint a McLaren, a Porsche és a Ferrari. Készítsd fel az autókat a versenyre, majd hagyj magad mögött mindenkit, hogy neked lobogjon a kockás zászló. Ezekkel a valósághű és villámgyors autókkal gyermeked valóra válthatja versenyzésről szőtt álmait. |
| Spider-Man          | Spider-Man-készleteinkkel minden korosztály megkezdheti a hálószövögetést. Építs kedvedre, és használd pókösztöneidet, miközben kedvenc szuperhősöddel küzdesz a bűnözők ellen. |
| Star Wars           | Egy messzi-messzi galaxisból... megérkeztek a LEGO Star Wars óriásfigurái. A gyermekek fénykardokkal, lézerpisztolyokkal és egyéb elképesztő fegyverekkel játszhatják újra a jó és a gonosz mindent eldöntő csatáit. Kedvenc Star Wars karaktereik óriásiak, egyszerűen megépíthetők, a csaták pedig így sokkal tovább tartanak. |
| Stranger Things     | Merülj el a LEGO Stranger Things világában. |
| Technic             | A LEGO Technic a tapasztalt LEGO-építőket is igazi kihívások elé állítja. A LEGO Technic elemekkel gyermeked olyan valós, működő rendszereket építhet, mint a sebességváltók, a működő dugattyús motorok, a kormányberendezések és a működő karos daruk. Ezek az izgalmas készletek óriási löketet adnak a képzelőerőnek. |
| Trolls World Tour   | Tárd fel a Trollok rajongóinak szánt, zenével és kalandokkal teli világ kapuit színes és játékos készleteinkkel, amelyekben életre kelnek a DreamWorks szereplői. A LEGO Trolls World Tour-készletek korosztálytól függetlenül elszórakoztatnak és magával ragadnak majd minden Trollok-rajongót – a szerepjátékok végtelen tárházának csak a képzelőerő szabhat határt! |
| Toy Story 4         | Készülj fel a Disney és a Pixar együttműködéséből született Toy Story 4-re ezekkel a nagyszerű, új készletekkel és a velük érkező kedvenc szereplőiddel. |
| Xtra                | |

## Az elemi LEGO kocka

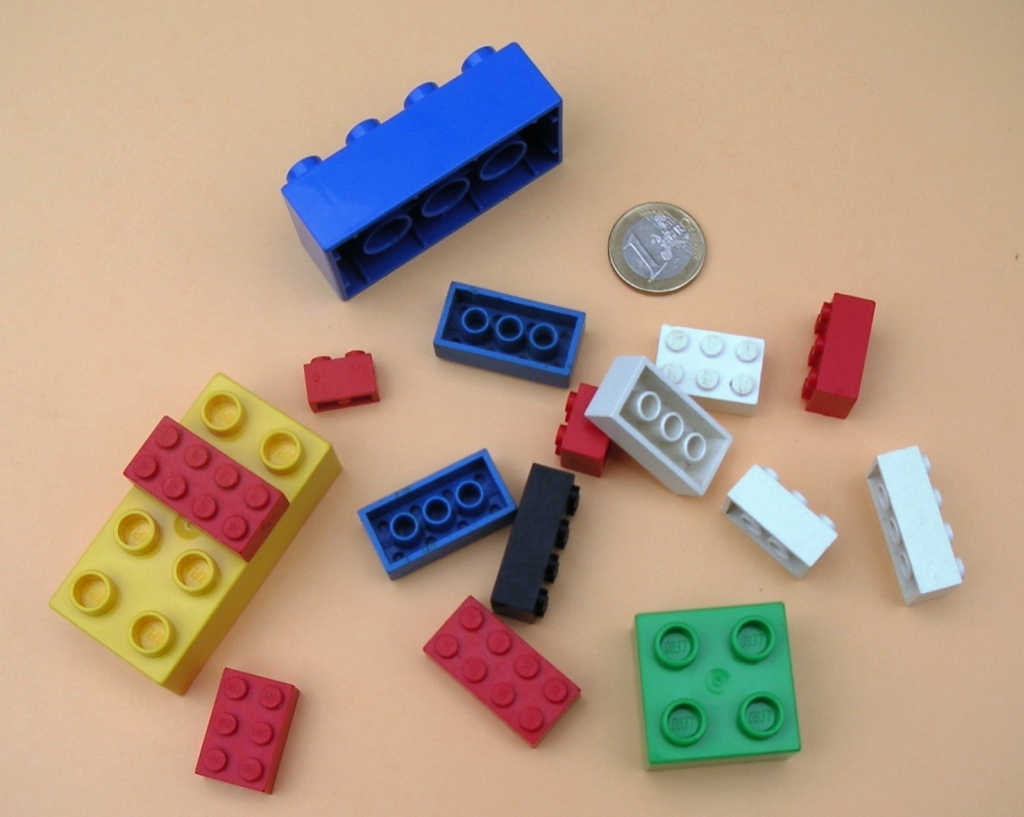
Különböző méretű LEGO kockák

A LEGO kocka – csalóka módon – nagyon egyszerűnek tűnhet. A számtalan alkatrész többsége látszólag nem igényel túl sok magyarázatot, mivel gyermekek számára készülnek: úgy tervezték őket, hogy használatuk magától értetődő legyen. Hogy ezt az átláthatóságot elérjék, alapos tervezés és igényes gyártástechnológia szükséges minden egyes LEGO alkatrész előállításához.
A tizenévesek számára tervezett Technic készletek motorjai és fogaskerekei gond nélkül összeépíthetők akár a háromévesek számára készült DUPLO kockákkal. A LEGO kockák eme tulajdonsága lehetővé teszi a LEGO rendszer számára, hogy mindig alkalmazkodjon a növekedő gyermek igényeihez, sőt, ez a fajta végtelen lehetőség a felnőtteket is gyakran rabul ejti.
A LEGO kockák gyártása a világ számos pontján történik. 2003-ban a fröccsöntés két gyárban zajlott: Dániában és Svájcban, 2009. január 23-tól pedig Nyíregyházán is. A kockák esetleges tamponálása lehetséges Dániában, Mexikóban, Kínában, Csehországban és Magyarországon is. Évente körülbelül 20 milliárd kocka készül, ami óránként 2,3 millió kockát jelent.
A kockáknak, tengelyeknek, minifiguráknak és a teljes LEGO rendszer összes többi elemének ugyanolyan szigorú minőségi követelményeknek kell megfelelniük. Az összerakásukhoz és szétszedésükhöz szükséges erő pontosan meghatározott, maguktól nem eshetnek szét az összerakott darabok. Ha túl könnyű lenne szétszedni őket, az alkotások nem lennének elég stabilak, ha túl nehéz lenne, az ellentmondana a rendszer alapkoncepciójának, miszerint a modellek szétszedésével újabb modellek építhetők. A megfelelő összetartó erő eléréséhez ezredmilliméteres pontossággal készülnek az alkatrészek (az eltérés legfeljebb 0,002 mm lehet).
A fröccsöntéshez használt gépekben beépített érzékelők vannak, amik a nyomás és a hőmérséklet ingadozásait figyelik, mivel a tűrésen túl mindkettő selejtet eredményezhet. A minőségellenőrök a lehető legaprólékosabban ellenőrzik a készterméket, hogy semmilyen jelentős szín- vagy méretbeli eltérés ne fordulhasson elő. A LEGO cégtől származó információ szerint a fröccsöntési eljárásuk annyira pontos, hogy minden elkészült egymillió kockából csak 18 bizonyul selejtnek, annak ellenére, hogy nagyon szigorú követelményeknek kell megfelelniük. Ennek az évtizedes tapasztalatokon alapuló igényes gyártási technológiának köszönhető az a csúcsminőség, ami lehetővé teszi, hogy a harminc évvel ezelőtt és a ma gyártott LEGO kockák minden gond nélkül összekapcsolódjanak.
A kockák anyagaként 1963 óta akrilnitril-butadién-sztirolt (ABS) is használnak, ami egy nagy keménységű és szilárdságú, jó hő- és vegyszerállóságú, hőre lágyuló műanyag. 2015-ben a cég kutatóközpont létrehozását tervezi, amelyben 100 alkalmazott új, környezeti szempontból fenntartható alapanyagot keres.

## A LEGO a mai kultúrában

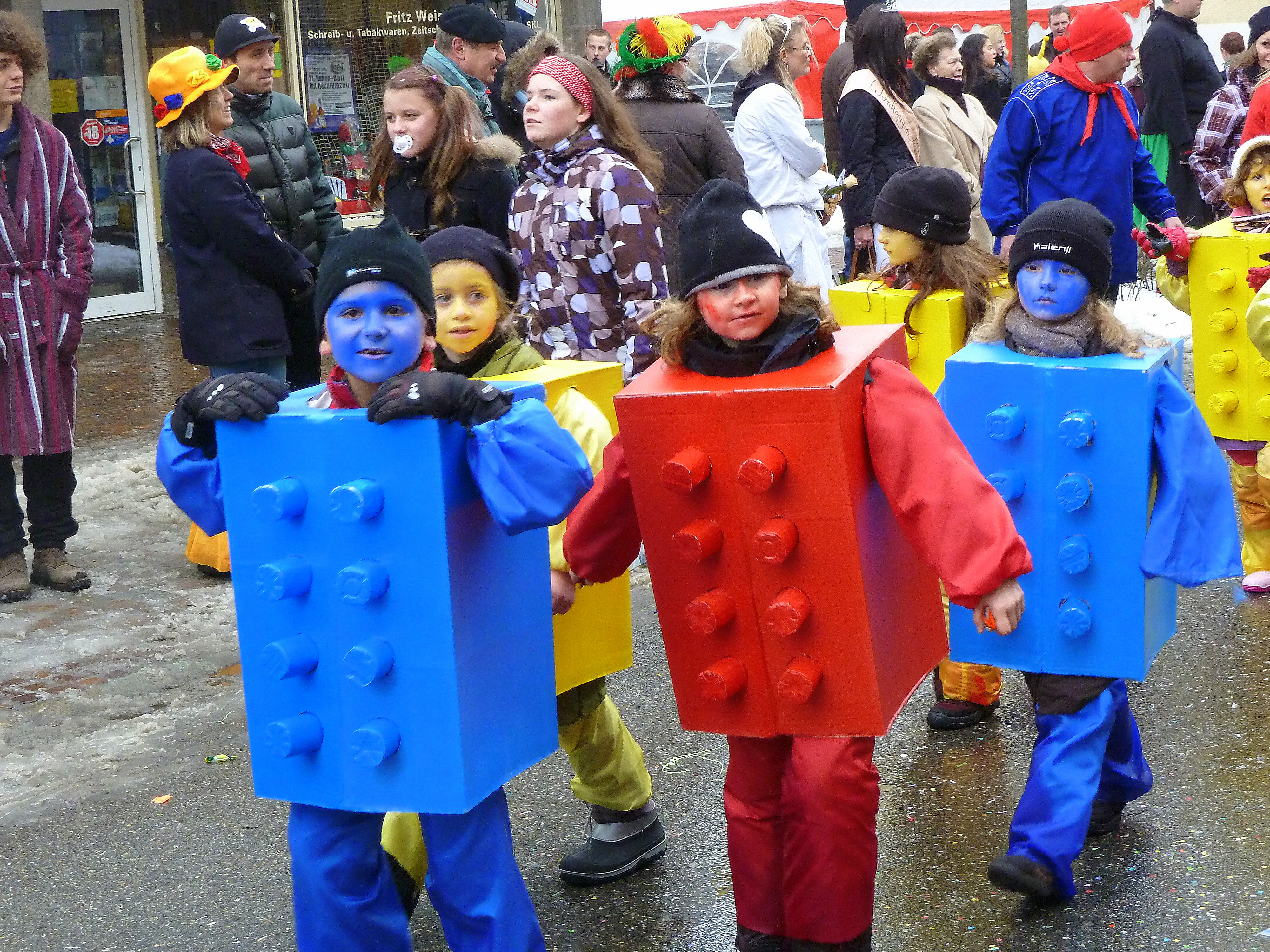
LEGO jelmezes gyerekek

- A LEGO játék mostanra túlmutat az egyszerű játék felhasználási területein. Valóságos kultusza van, követői LEGO szobrokat, mozaikokat alkotnak, összetett gépeket készítenek. Némelyik szobor több százezer darabból készül és több tíz kilogrammot nyom. A mozaikok akár falnyi méretűek lehetnek. Sikerült már LEGO lakatot és ingaórát is konstruálni. Mike Dobson és David Gilday olyan LEGO gépet készített, ami ki tudja rakni a Rubik-kockát.[7][8]
- Terjedőben vannak a brickfilmek (vitatható jogtisztaságú magyar nevükön legófilmek), amelyeknél az animáció LEGO játékelemekből indul ki.
- Mivel a LEGO kockák extrém pontossággal készülnek, olyan területeken is használhatók, mint a mesterséges látás kutatása, ahol pontos méreteik miatt nagyon jól használhatóak ilyen rendszerek teszteléséhez.
- A LEGO alkatrészeket ma már képzőművészek is használják műalkotásaik elkészítéséhez. Szélsőséges példa erre a lengyel Zbigniew Libera, aki LEGO koncentrációs tábort készített, amivel annak idején igen nagy vihart kavart.
- Ezen felül a legó számos más módon inspirál embereket, például vannak, akik a társadalomelméletet kombinálják a legóval.
- A világ több pontján is működik már LEGO vidámpark. Az első, billundi LEGOLAND parkot sorra követte a windsori Angliában, a carlsbadi az Egyesült Államokban, és a günzburgi Németországban.

## LEGO reklámok Magyarországon
A LEGO reklámok szinkronhangjai hazánkban Szatmári Attila és Bogdányi Titanilla.

## Sorozatok
| Sorozat                                         | Évad | Epizódok | Eredeti sugárzás                                  | Eredeti sugárzás                      | Eredeti adó                               | Magyar sugárzás                                            | Magyar sugárzás                                         | Magyar adó        |
| Sorozat                                         | Évad | Epizódok | Első Rész                                         | Befejező Rész                         | Eredeti adó                               | Első Rész                                                  | Befejező Rész                                           | Magyar adó        |
| ----------------------------------------------- | ---- | -------- | ------------------------------------------------- | ------------------------------------- | ----------------------------------------- | ---------------------------------------------------------- | ------------------------------------------------------- | ----------------- |
| Lego: Hero Factory                              | 4    | 11       | 2010. szeptember 20.                              | 2014. január 9.                       | Nickelodeon                               | 2011. május 14.                                            | 2017. január 24.                                        | Cartoon Network   |
| Lego Ninjago Tv Sorozat                         | 15   | 180      | 2011. január 14.                                  | 2011. január 14.                      | Lego Honlap                               | 2011.                                                      | 2011.                                                   | Lego Honlap       |
| Lego Ninjago Tv Sorozat                         | 15   | 180      | 2011. december 11.                                | 2022. október 10.                     | Cartoon Network                           | 2012. november 25.                                         | 2012. december 20.                                      | Megamax           |
| Lego Ninjago Tv Sorozat                         | 15   | 180      | 2011. december 11.                                | 2022. október 10.                     | Cartoon Network                           | 2014. október 7.                                           | 2014. október 17.                                       | RTL Klub          |
| Lego Ninjago Tv Sorozat                         | 15   | 180      | 2011. december 11.                                | 2022. október 10.                     | Cartoon Network                           | 2015. március 23.                                          | 2022. november 25.                                      | Cartoon Network   |
| Lego Ninjago Webizódok                          | 11   | 85       | 2011. szeptember 21.                              | 2011. szeptember 21.                  | Lego Honlap                               | 2011.                                                      | 2011.                                                   | Lego Honlap       |
| Lego Ninjago Webizódok                          | 11   | 85       | 2015. július 16.                                  | 2022. február 15.                     | YouTube                                   | 2016. május 11.                                            | TBA                                                     | YouTube           |
| Ninjago: Sárkányok birodalma                    |      |          | 2023. június 1.                                   |                                       |                                           | 2023. június 26.                                           |                                                         |                   |
| Lego Friends: Friends of Heartlake City (TV)    | 1    | 19       | 2012. május 5. 2013. november 3.                  | 2017. december 16. 2017. december 2.  | Disney Channel Super RTL Netflix, YouTube | 2013. augusztus 10. (RTL Klub) 2015. május 30.(Minimax)    | 2018. április 14.(RTL Klub) 2017. november 4. (Minimax) | RTL Klub; Minimax |
| Lego Friends: The Power of Friendship (Netflix) | 1    | 4        | 2016. március 4.                                  | 2016. március 4.                      | Netflix                                   | 2016. szeptember 11.(RTL Klub) 2016. december 27.(Minimax) | 2016. október 2. (RTL Klub) 2016. december 30.(Minimax) | RTL Klub; Minimax |
| Lego Friends Web Sorozat                        | 4    |          | 2013. december 31.                                | 2017. május 24.                       | YouTube                                   | 2014. július 10.                                           | 2017. október 11.                                       | YouTube           |
| Chima legendái                                  | 3    | 41       | 2013. január 16.                                  | 2014. november 22.                    | Cartoon Network                           | 2013. június 17. (RTL Klub) 2014. június 27. (Megamax)     |                                                         | RTL Klub; Megamax |
| Mixelek                                         | 2    | 31       | 2014. február 12.                                 | 2016. október 1.                      | Cartoon Network                           | 2014. február 2.                                           | 2016. október 22.                                       | Cartoon Network   |
| Lego Elves                                      | 1    | 4        | 2015. március 5. 2015. március 8.                 | 2016. március 26. 2016. augusztus 14. | Disney Channel Super RTL Netflix YouTube  | 2016. október 9. (RTL Klub) 2017. július 27. (Minimax)     | 2017. július 22.(RTL Klub) 2017. július 30. (Minimax)   | RTL Klub; Minimax |
| Lego Elves: Secrets of Elvendale                | 1    | 8        | 2017. szeptember 1.                               | 2017. szeptember 1.                   | Netflix                                   | TBA                                                        | TBA                                                     | TBA               |
| Lego Elves Websorozat                           | 1    | 33       | 2015. július 6.                                   | 2017. augusztus 11.                   | YouTube                                   | TBA                                                        | TBA                                                     | TBA               |
| Lego Nexo Knights                               | 4    | 40       | 2015. december 13.                                | 2017. szeptember 1.                   | Cartoon Network                           | 2015. december 17.                                         | 2017. augusztus 25.                                     | Cartoon Network   |
| Lego Star Wars: A Freemaker család kalandjai    | 2    | 26       | 2016. június 20.                                  | 2017. augusztus 16.                   | Disney XD                                 | 2016. október 17.                                          | 2017. december 24.                                      | Disney Channel    |
| Csoda Kitty (televíziós sorozat)                | 2    | 70       | 2017. október 27.                                 | 2020. augusztus 27.                   | Cartoon Network                           | 2018. március 26.                                          | 2020. október 27.                                       | Cartoon Network   |
| Lego Friends: Lányok bevetésen                  | 3    |          | 2018. május 28. 2018. március 16. 2018. május 23. | 2021. július 30. 2021. május 29.      | 9Now Now TV, YouTube Kividoo, Super RTL   | 2018. november 5.                                          | 2021. július 30.                                        | Minimax           |
| LEGO Jurassic World                             | 1    | 13       | 2019. július 6. 2019. szeptember 14.              | 2019. október 30. 2020. március 1.    | Nickelodeon                               | 2020. július 22.                                           | 2020. augusztus 7.                                      | Nickelodeon       |
| Lego Hidden Side                                | 2    | 19       | 2019. október 23.                                 | 2020. április 23.                     | YouTube                                   | 2019. december 2.                                          | 2020. július 31.                                        | YouTube           |
| Lego Monkie Kid                                 | 3    | 34 + 2   | 2020. május 30. 2021. szeptember 9.               | 2022. június 12.                      |                                           | 2022. december 19                                          |                                                         | Cartoon Network   |
| LEGO Friends Heartlake történetei               | 1    | 4        | 2022. augusztus 21.                               | 2022. augusztus 21.                   | Disney Channel                            | 2022. november 3.                                          | 2022. november 6.                                       | YouTube           |
| LEGO Friends Heartlake történetei               | 1    | 4        |                                                   |                                       | Netflix                                   |                                                            |                                                         | Netflix           |

### Különkiadások
| #   | Év   | Eredeti Cím                                                           | Magyar Cím                                                    | Eredeti Bemutató                                                                          | Magyar Bemutató                                    | Eredeti adó     | Magyar adó      |
| --- | ---- | --------------------------------------------------------------------- | ------------------------------------------------------------- | ----------------------------------------------------------------------------------------- | -------------------------------------------------- | --------------- | --------------- |
| 1.  | 2011 | Lego Star Wars: The Padawan Menace                                    | Lego Star Wars: Padavan bajkeverők                            | 2011. július 22.                                                                          |                                                    | Cartoon Network | Cartoon Network |
| 2.  | 2012 | Lego Star Wars: The Empire Strikes Out                                | Lego Star Wars: A Birodalom hazavág                           | 2012. szeptember 26.                                                                      | 2012. október 28.                                  | Cartoon Network | Cartoon Network |
| 3.  | 2014 | Lego DC Comics: Batman Be-Leaguered                                   | Lego Batman: Ligába csalva                                    | 2014. október 27.                                                                         |                                                    | Cartoon Network | Cartoon Network |
| 4.  | 2015 | Lego Marvel Super Heroes: Avengers Reassembled!                       | Marvel szuperhősök: Bosszúállók (újra)gyülekező               | 2015. november 16.                                                                        | 2020. augusztus 28.                                | Disney XD       | HBO Go          |
| 5.  | 2015 | Lego Scooby-Doo: Knight Time Terror                                   | Lego Scooby-Doo és a fekete lovag kincse                      | 2015. november 25.                                                                        | 2016. január 23.                                   | Cartoon Network | Boomerang       |
| 6.  | 2016 | Lego Friends: Guided Tour                                             | TBA                                                           | 2016. január 7.                                                                           | TBA                                                | YouTube         | TBA             |
| 7.  | 2016 | Lego Friends: Girlz 4 Life                                            | Lego Friends: Irány a színpad                                 | 2016. február 2. (DVD) 2016. március 26. (Super RTL) 2016. augusztus 28. (Disney Channel) | 2016. január 20. (DVD) 2016. november 1. (Minimax) | Disney Channel  | Minimax         |
| 8.  | 2016 | Lego Ninjago: Masters of Spinjitzu – Day of the Departed              | Lego Ninjago: A Spinjitzu mesterei – Az Ősök napja            | 2016. október 21. 2016. október 29.                                                       | 2016. október 29.                                  | Cartoon Network | Cartoon Network |
| 9.  | 2016 | Lego Friends: Finding the Pets                                        | Lego Friends: Elveszett kedvencek                             | 2016. december 16.                                                                        | 2017. február 26.                                  | YouTube         | YouTube         |
| 10. | 2017 | Lego DC Super Hero Girls: Galactic Wonder                             | LEGO DC Super Hero Girls: Tini szuperhősök – Galaktikus csoda | 2017. április 27 (YouTube) 2017. szeptember 24.(Cartoon Network)                          | 2021. július 14.                                   | YouTube         | Cartoon Network |
| 11. | 2017 | Lego Marvel Super Heroes – Guardians of the Galaxy: The Thanos Threat | Marvel szuperhősök: A Galaxis Örzői: A Thanos fenyegetés      | 2017. december 9.                                                                         | 2020. augusztus 28.                                | Disney XD       | HBO Go          |
| 12. | 2018 | Lego Marvel Super Heroes – Black Panther: Trouble in Wakanda          | Marvel szuperhősök: Fekete Párduc: Wakandai gondok            | 2018. június 4.                                                                           | 2020. augusztus 28.                                | Disney XD       | HBO Go          |
| 13. | 2018 | Lego Jurassic World: The Secret Exhibit                               | LEGO Jurassic World: A titkos tárlat                          | 2018. november 29. 2018. december 1.                                                      | 2020. július 20/21.                                | Nickelodeon     | Nickelodeon     |
| 14. | 2019 | Lego Marvel Spider-Man: Vexed by Venom                                | LEGO Marvel Pókember: Venom, a bosszantó                      | 2019.                                                                                     | 2020. augusztus 28.                                | Disney XD       | HBO Go          |
| 15. | 2019 | Lego Hidden Side: Face Your Fears                                     | Lego Hidden Side: Nézz szembe a félelmeiddel!                 | 2019. október 16.                                                                         | 2019. augusztus 26.                                | YouTube         | YouTube         |
| 16. | 2020 | Lego Jurassic World: Double Trouble                                   | LEGO Jurassic World: Dupla kalamajka                          | 2020. augusztus 23/30.                                                                    | 2021. március 13.                                  | Nickelodeon     | Nicktoons       |
| 17. | 2020 | Lego Hidden Side: Night of the Harbinger                              | TBA                                                           | 2020. október 31.                                                                         | TBA                                                | Cartoon Network | TBA             |
| 18. | 2020 | Lego Star Wars Holiday Special                                        | LEGO: Star Wars ünnepi különkiadás                            | 2020. november 17.                                                                        | TBA                                                | Disney+         | TBA             |
| 19. | 2021 | Lego Star Wars: Terrifying Tales                                      | Lego Star Wars Rémisztő mesék                                 | 2021. október 1.                                                                          | TBA                                                | Disney+         | Disney+         |
| 20. | 2021 | Lego Friends: Holiday Special                                         | TBA                                                           | 2021. november 5.                                                                         | TBA                                                | YouTube         | TBA             |

### LEGOLAND Filmek
| #  | Eredeti cím                               | Magyar cím | Rendező          | Író                   | Gyártó                   | Eredeti premier   | Magyar premier |
| -- | ----------------------------------------- | ---------- | ---------------- | --------------------- | ------------------------ | ----------------- | -------------- |
| 1. | The Lego Movie: 4D – A New Adventure      |            | Rob Schrab       | Adam Pava, Rob Schrab |                          | 2016. január 29.  |                |
| 2. | Lego Nexo Knights: The Book of Creativity |            | Stu Gamble       | Mark Hoffmeier        |                          | 2016. június 15.  |                |
| 3. | Lego Ninjago: Master of the 4th Dimension |            | Michael D. Black | Robert Henny          | Pure Imagination Studios | 2018. január 12.  |                |
| 4. | Lego City 4D – Officer in Pursuit         |            | Michael D. Black | Michael D. Black      | Pure Imagination Studios | 2019. április 12. |                |

## Mozifilmek
- A LEGO-kaland (2014)
- LEGO Batman – A film (2017)
- A LEGO Ninjago film (2017)
- A LEGO-kaland 2. (2019)

## Legtöbb elemet tartalmazó készletek
Az évek során egyre nagyobb és összetettebb készletek jelentek meg, nem is a gyerekeket, hanem inkább már a felnőtteket megcélozva. Áruk és bonyolultságuk miatt nem kimondottan gyerekjátékok már.
| Helyezés | Név (azonosítószám)         | Elemszám    | Téma                     | Megjelenés éve |
| -------- | --------------------------- | ----------- | ------------------------ | -------------- |
| 1.       | Art Világtérkép (31203)     | 11695       | a világtérkép            | 2021           |
| 2.       | Eiffel-torony (10307)       | 10001       | a párizsi Eiffel-torony  | 2022           |
| 3.       | Titanic (10294)             | 9090        | az RMS Titanic óceánjáró | 2021           |
| 4.       | Colosseum (10276)           | 9036        | a római Colosseum        | 2020           |
| 5.       | Millenium Falcon (75192)    | 7541        | Csillagok háborúja       | 2017           |
| 6.       | AT-AT (75313)               | 6785        | Csillagok háborúja       | 2021           |
| 7.       | The Razor Crest (75331)     | 6187        | Csillagok háborúja       | 2022           |
| 8.       | Völgyzugoly (10316)         | 6167        | Gyűrűk Ura               | 2023           |
| 9.       | Roxfort kastély (71043)     | 6020        | Harry Potter             | 2018           |
| 10.      | Tadzs Mahal (10189 / 10256) | 5922 / 5923 | az agrai Taj Mahal       | 2008 / 2017    |